# Юмагузинское водохранилище
Юмагузинское водохранилище (баш. Йомағужа һыуһаҡлағысы) — водохранилище на реке Белой в Башкирии, образованное при постройке Юмагузинской ГЭС. Местонахождение — Кугарчинский район Башкортостана.
Строительство водохранилища началось в декабре 1998 года. Проект неоднократно подвергался критике различными природоохранными организациями и все же был осуществлён.
Весной 2004 года произошло частичное заполнение Юмагузинского водохранилища. В первые майские дни половодье на реке Белой достигло своей наивысшей отметки. Ежесекундный приток водохранилища дошёл до 600 кубометров. В водохранилище накопилось около 140 млн кубометров воды. Набранной влаги хватило для поддержания оптимального уровня реки летом, достаточного для нормальной работы водозаборов городов и сёл южных регионов республики, и для запуска в работу первого из трёх агрегатов Юмагузинской ГЭС.
Плотина имеет протяжённость 605 и высоту 65 метров. Максимальная разница отметки верхнего и нижнего бьефа составит 63 метра. В правобережном примыкании находится поверхностный береговой водосброс.
Площадь зеркала водохранилища — 35,6 км²